# Patrick Roberto Daniel da Silva
Patrick Roberto Daniel da Silva, kurz Patrick, (* 26. März 1985 in São Paulo) ist ein brasilianischer Fußballspieler.

## Karriere
Patrick da Silva spielte in den Jugendteams von Associação Portuguesa de Desportos und dem FC São Paulo, bevor der Stürmer seine Profikarriere 2003 beim EC Vitória begann. Im Sommer 2004 wechselte er zum mexikanischen Klub Estudiantes de Altamira, kehrte aber schon Anfang 2005 wieder nach Brasilien zurück und spielte zunächst für Mogi Mirim EC. Im Laufe des Jahres wechselte er zu Grêmio Barueri und spielte dort bis 2007. Nach einem kurzen Aufenthalt beim Nacional AC wechselte er im August 2007 in die australische A-League zum Sydney FC.
Bei Sydney spielte Patrick unter anderem an der Seite seines Landsmanns Juninho Paulista und erzielte zu Saisonbeginn unter Branko Čulina in acht Einsätzen zwei Treffer. Nach Čulinas Entlassung im Oktober 2007 fand er unter dessen Nachfolger John Kosmina keine Berücksichtigung mehr und absolvierte erst Ende Januar 2008 im Play-off-Halbfinale gegen Queensland Roar noch einen Kurzeinsatz. Sein Vertrag wurde zum Saisonende nicht mehr verlängert und Patrick setzte seine Laufbahn 2009 beim América FC fort. Später folgten dann Stationen in Asien u. a. bei Krabi FC, FC Thanh Hóa und zuletzt PS Barito Putera. Vom 1. April 2018 bis Anfang November 2021 war Patrick vertrags- und vereinslos. Am 9. November 2021 nahm ihn der osttimoresischer Verein Karketu Dili unter Vertrag. Der Verein aus Dili spielte in der ersten Liga, der Liga Futebol Amadora Primeira Divisão. Am Ende der Saison feierte er mit dem Verein die osttimoresische Meisterschaft.

## Erfolge
Karketu Dili
- Liga Futebol Amadora Primeira Divisão: 2021